# Carl Carlson
Carl Carlson (spelad av Hank Azaria, Harry Shearer och Dan Castellaneta) är en rollfigur i den animerade tv-serien Simpsons. 

## Biografi
Carl är en av Homer Simpsons arbetskamrater (ibland angett som Homers handledare) på Springfields kärnkraftverk där han sköter gaspartikulatorn. Idag är han förman för sektor C3. Han har studerat på Springfield A&M. Hans bästa vän är arbetskamraten Lenny Leonard. Han brukar dricka med Lenny, Homer och Barney Gumble på Moe's Tavern. Carl har varit vän med Lenny, Homer, Barney och Moe Szyslak sedan barndomen och han gillar att kalla sig själv för "an urban Lenny". Carl lider av både schizofreni och diabetes. I ett avsnitt nämns det Carl är (eller har varit) gift, då han berättar att han ville ge sin fru en "Super Bowl"-ring i bröllopspresent. Det nämns även i ett annat avsnitt, "In Marge We Trust", då Lenny säger att Carl och hans fru ska komma på middag.
Han är en isländsk-afroamerikan och buddhist med en master's degree i kärnfysik. Han är förtjust i bowling och att dricka på Moe's Tavern. I avsnittet "Fat Man and Little Boy" visar Carl sin talang inom forskning. Carl sägs vara en av de mest attraktiva männen i Springfield, i avsnittet "Principal Charming" drar Homer slutsatsen att Carl är för attraktiv för Selma. Han är Schizofreni och lagar skor på natten. Hans ena njure kommer från Vance Connor.

## Ursprung
I början av säsongerna, var Carl sällan sedd med Lenny och hade inte en konsekvent röst - vid vissa tillfällen, hördes han med Lennys röst. I ett tidigt avsnitt från 1991, 
Principal Charming, Stavades Carls namn "Karl".